# Мікожин (Куявсько-Поморське воєводство)
Мікожин (пол. Mikorzyn) — село в Польщі, у гміні Любане Влоцлавського повіту Куявсько-Поморського воєводства.
У 1975-1998 роках село належало до Влоцлавського воєводства.